# Сеппуа-ле-Ба
Сеппуа́-ле-Ба (фр. Seppois-le-Bas) — коммуна на северо-востоке Франции в регионе Гранд-Эст (бывший Эльзас — Шампань — Арденны — Лотарингия), департамент Верхний Рейн, округ Альткирш, кантон Мазво. До марта 2015 года коммуна административно входила в состав упразднённого кантона Ирсенг (округ Альткирш).
Площадь коммуны — 6,73 км², население — 1063 человека (2006) с выраженной тенденцией к росту: 1235 человек (2012), плотность населения — 183,5 чел/км².

## Население
Численность населения коммуны в 2011 году составляла 1211 человек, а в 2012 году — 1235 человек.
| 1962 | 1968 | 1975 | 1982 | 1990 | 1999 | 2006 | 2008 | 2011 | 2012 |
| ---- | ---- | ---- | ---- | ---- | ---- | ---- | ---- | ---- | ---- |
| 539  | 560  | 645  | 638  | 836  | 946  | 1063 | 1121 | 1211 | 1235 |

Динамика населения:

## Экономика
В 2010 году из 711 человек трудоспособного возраста (от 15 до 64 лет) 544 были экономически активными, 167 — неактивными (показатель активности 76,5 %, в 1999 году — 70,5 %). Из 544 активных трудоспособных жителей работали 467 человек (244 мужчины и 223 женщины), 77 числились безработными (43 мужчины и 34 женщины). Среди 167 трудоспособных неактивных граждан 63 были учениками либо студентами, 48 — пенсионерами, а ещё 56 — были неактивны в силу других причин.
На протяжении 2011 года в коммуне числилось 450 облагаемых налогом домохозяйств, в которых проживало 1196,5 человек. При этом медиана доходов составила 21156 евро на одного налогоплательщика.

## Достопримечательности (фотогалерея)
- Церковь (фото 1916 года)
- Здание мэрии